# Папкович Петро Федорович
Петро Федорович Папкович (нар. 5 квітня 1887, Брест-Литовськ — пом. 3 квітня 1946, Ленінград) — радянський вчений в галузі міцності та будівельної механіки судна, кораблебудівник, член-кореспондент АН СРСР з 1933 року, доктор технічних наук з 1935 року, інженер-контрадмірал з 1940 року.

## Біографія
Народився 24 березня [5 квітня] 1887 року у місті Брест-Литовську Гродненської губернії Російської імперії (нині місто Берестя, Білорусь) в сім'ї межового інженера. У 1905 році із золотою медаллю закінчив гімназію у Самарі та вступив на кораблебудівний факультет Санкт-Петербурзького політехнічного інституту імені Петра Великого. У 1911 році був зарахований юнкером для проходження військової служби на крейсері «Баян». Наприкінці того ж року захистив дипломний проект та отримав звання морського інженера. У 1912 році, після служби на цьому крейсері та панцернику «Цесаревич» екстерном склав іспити за повний курс кораблебудівного відділу Морського інженерного училища, захистивши дипломну роботу, присвячену гасінню вібрацій у корпусі корабля (керівник Олексій Крилов). Отримав звання корабельного інженера і чин підпоручика корпусу корабельних інженерів.
Після закінчення інституту призначений помічником конструктора на Адміралтейський суднобудівний завод, де займався проектуванням баштових установок кораблів; брав участь у проектуванні та будівництві лінкорів типу «Севастополь» та лінійних крейсерів типу «Ізмаїл» на Балтійському заводі. Одночасно з 1916 року викладав на кафедрі корабельної архітектури Санкт-Петербурзького політехнічного інституту (професор у 1925—1930 роках).
З 1920 року — ад'юнкт Військово-морської академії по кафедрі будівельної механіки корабля. У 1923 році зарахований до штату викладачів академії, і з того часу це було основним місцем його служби. Крім того брав активну участь в організації Ленінградського кораблебудівного інституту, де у 1930 році став завідувачем кафедри будівельної механіки корабля, та Науково-дослідного інституту суднобудування та судноремонту, де очолив сектор суднових конструкцій. У 1934 році очолив кафедру будівельної механіки корабля Військово-морської академії кораблебудування та озброєння імені Олексія Крилова, а у 1945—1946 роках працював ще й у Військово-морському інженерному училищі імені Фелікса Дзержинського. В останній рік життя завідував також кафедрою опору матеріалів у Ленінградському військово-механічному інституті.
Помер у Ленінграді 3 квітня 1946 року. Похований у Ленінграді на Літераторських містках Волковського православного цвинтаря.

## Наукова діяльність
Основні праці — з будівельної механіки корабля. Ним розроблено та вдосконалено методи розрахунку суднових конструкцій. Велике значення мають роботи вченого з теорії пружності; нимм проведено дослідження загальних теорем стійкості пружної системи, розвинені та обґрунтовані експериментальні методи вивчення міцності корабля.
Автор курсу «Будівельна механіка корабля».

## Відзнаки
- Орден Святого Станіслава ІІІ ступеня (за заслуги в проектуванні кораблів)[2];
- два ордена Леніна (21 лютого 1945; 11 червня 1945);
- Орден Червоного Прапора (3 листопада 1944)[4];
- Орден Трудового Червоного Прапора;
- Медаль «За перемогу над Німеччиною»;
- Заслужений діяч науки і техніки РРФСР з 1944 року[3];
- Сталінська премія за 1946 рік;

## Вшанування пам'яті

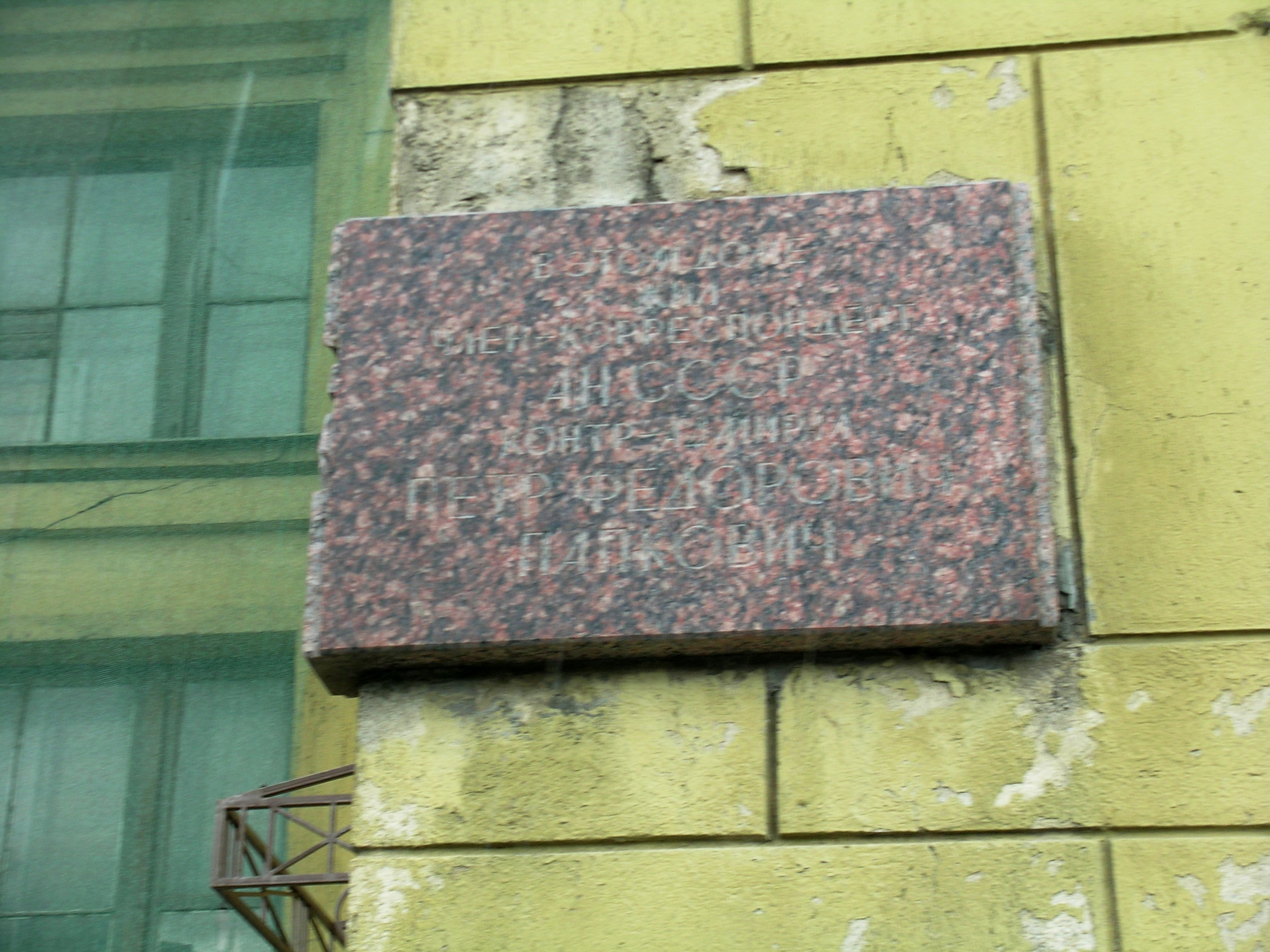
меморіальна дошка

- В будинку на вулиці Мічуринській № 1 в Санкт-Петербурзі, де жив вчений, встановлена меморіальна дошка;
- Його ім'ям називалися два кораблі ВМФ СРСР[3].